# Fiebre de juventud
Fiebre de juventud o Romance en Ecuador, es una película de comedia musical mexicano-ecuatoriana de 1966 escrita por José María Fernández Unsáin, dirigida por Alfonso Corona Blake y protagonizada por Enrique Guzmán, Begoña Palacios, Rosa María Vázquez y Fernando Luján.

## Argumento
Carlos y Luis abandonan la escuela secundaria e intentan triunfar con un grupo de música, con considerable éxito. Viajan a Ecuador y conocen a dos hermanas, la bella y extrovertida Rita y la mojigata Silvia. Luis y Rita se enamoran locamente y quieren casarse, pero el padre de las hermanas, Don Jaime, dice que el matrimonio tiene una condición: Silvia debe casarse primero. Luis intenta convencer a Carlos para que corteje a Silvia, pero los dos no podrían tratarse peor. Sin embargo, sus experiencias juntas harán que del odio nazca el amor.

## Reparto
- Enrique Guzmán como Carlos.
- Begoña Palacios como Silvia.
- Rosa María Vázquez como Rita.
- Fernando Luján como Luis.
- Ernesto Albán como Don Jaime.
- Lucho Gálvez
- Alejandro Mata
- Julio Jaramillo

## Producción
Fue filmada en junio de 1965 en Guayaquil. Fue una de varias producciones cinematográficas mexicanas que se rodaron en Ecuador, junto a películas como Peligro, mujeres en acción, Cómo enfriar a mi marido, 24 horas de placer , Santo contra los secuestradores y Caín, abel y el otro.

## Estreno
Se estrenó en los cines Variedades y Carrusel el 20 de agosto de 1966 como preestreno, y en el cine Metropolitan el 1 de septiembre de 1966 como estreno normal, durante tres semanas.